# Synallaxe de Berlepsch
Asthenes berlepschi
Espèce
Synonymes
- Siptornis berlepschi Hellmayr, 1917 (protonyme)

Statut de conservation UICN

 NT  : Quasi menacé
Le Synallaxe de Berlepsch (Asthenes berlepschi) est une espèce d'oiseaux de la famille des Furnariidae.

## Répartition
Cette espèce vit dans le Nord-Ouest de la Bolivie.

## Taxinomie
Selon le Congrès ornithologique international et Alan P. Peterson, aucune sous-espèce n'est reconnue,. Le nom de l'espèce commémore Hans von Berlepsch (1850-1915).